# Beauregard-de-Terrasson
Beauregard-de-Terrasson – miejscowość i gmina we Francji, w regionie Nowa Akwitania, w departamencie Dordogne.
Według danych na rok 1990 gminę zamieszkiwały 653 osoby, a gęstość zaludnienia wynosiła 82 osób/km² (wśród 2290 gmin Akwitanii Beauregard-de-Terrasson plasuje się na 607. miejscu pod względem liczby ludności, natomiast pod względem powierzchni na miejscu 1205.).